# Baccalauréat en Tunisie
Pour un article plus général, voir Baccalauréat (scolaire).

Slogan du baccalauréat tunisien.

Le baccalauréat en Tunisie est un diplôme national indispensable à l'entrée dans une formation de l'enseignement supérieur. Il est une condition nécessaire mais pas suffisante : certains établissements supérieurs opèrent une sélection parmi les bacheliers, en fonction de critères qui leur sont propres. Les candidats sont essentiellement des élèves achevant leurs études secondaires.
Il est instauré en Tunisie en 1891 durant le protectorat français (1881-1956), sur l'exemple du baccalauréat français.
Le baccalauréat tunisien se compose de deux sessions : la session principale début juin et la session de contrôle fin juin. Les résultats sont affichés pendant la dernière semaine de juin pour la session principale, début juillet pour la session de contrôle.

## Histoire

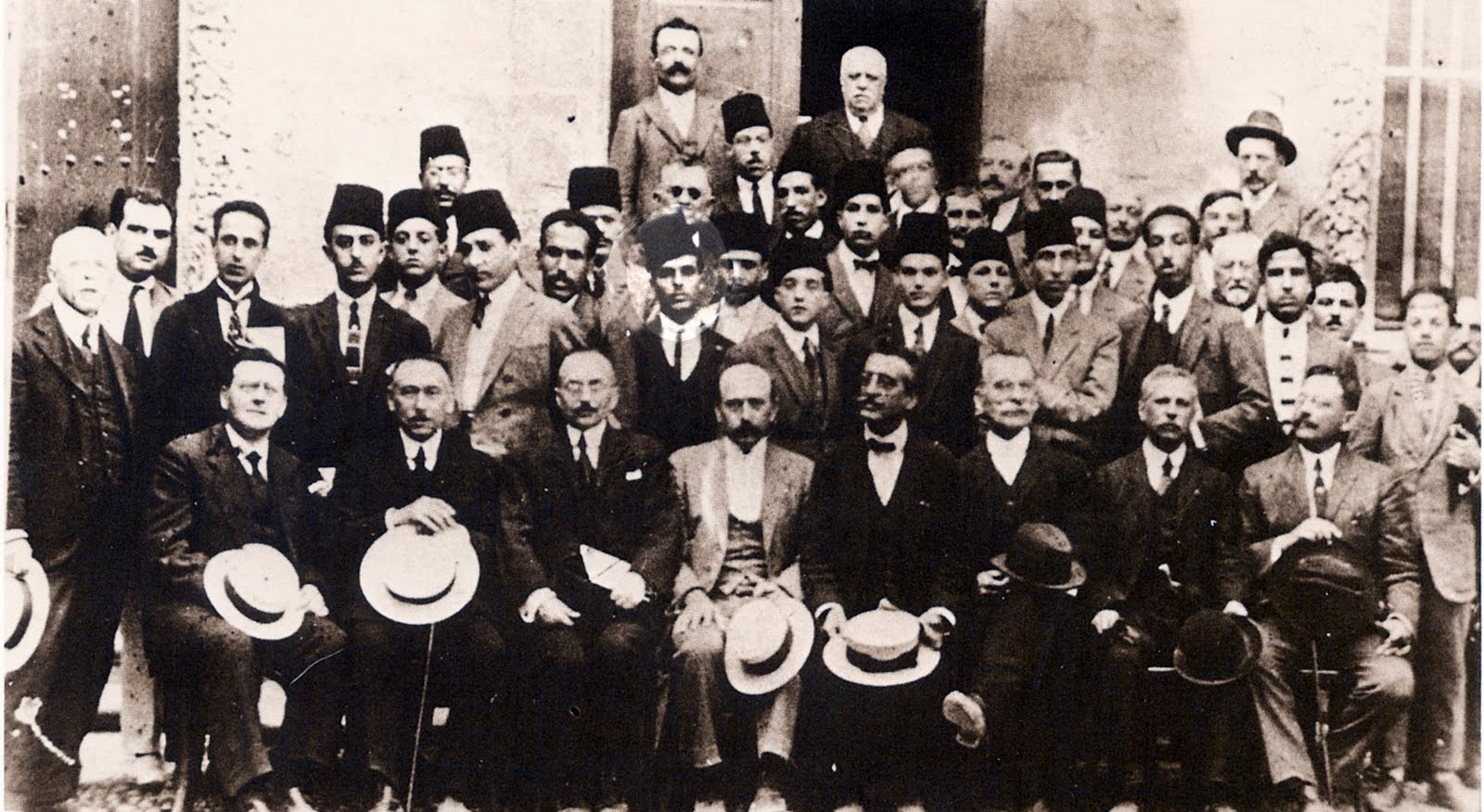
Habib Bourguiba, futur président de la République tunisienne, lors de son année de baccalauréat (1924) passée au lycée Carnot de Tunis.

Au départ, le baccalauréat tunisien n'est qu'une copie du baccalauréat français, dessiné par les idées de Jules Ferry. Moins de 500 personnes passent alors l'épreuve. Entre 1891 et 1916, le total de réussites parmi les Tunisiens est d'environ 120, avec une moyenne de cinq élèves par session sur un quart de siècle. Cependant, les élèves ayant réussi l'épreuve se montent à 27 en 1927 puis le nombre double et atteint 58 en 1938.
Le premier baccalauréat après l'indépendance est organisé le 31 mai 1957, un moment important de l'histoire de l'éducation en Tunisie : les citoyens tunisiens ont, après 66 ans de baccalauréat avec un programme français, le droit de mettre au point un baccalauréat qui répond à leurs besoins dans le contexte de la construction de leur nouvel État. 1 900 élèves sont inscrits : 1 400 dans le gouvernorat de Tunis et 500 dans le reste du pays ; plus de 600 d'entre eux réussissent leurs examens, dont plus de cinquante avec une mention « très bien ». Dans le même temps, le gouvernement révise le système éducatif et la loi sur la réforme de l'éducation est introduite en 1958.
Jusqu'au milieu des années 1970, le baccalauréat tunisien se déroule en deux parties : la première à la fin de la cinquième année secondaire, la seconde à la fin de la sixième année. Les examens sont composés de deux épreuves : écrite et orale pour toutes les matières (même les matières scientifiques tels que les mathématiques).
Il en existe deux versions : arabe et français. Dès 1976, afin d'unifier le système éducatif en Tunisie, le baccalauréat est unifié en une seule version bilingue franco-arabe, que les élèves passent lorsqu'ils ont 19 ans, durant leur quatrième année de l'enseignement secondaire ; toutes les épreuves ou presque sont écrites. Deux sessions (principale et de contrôle) sont mises en place avec une version spéciale accessible aux handicapés et aux accidentés.

## Sections

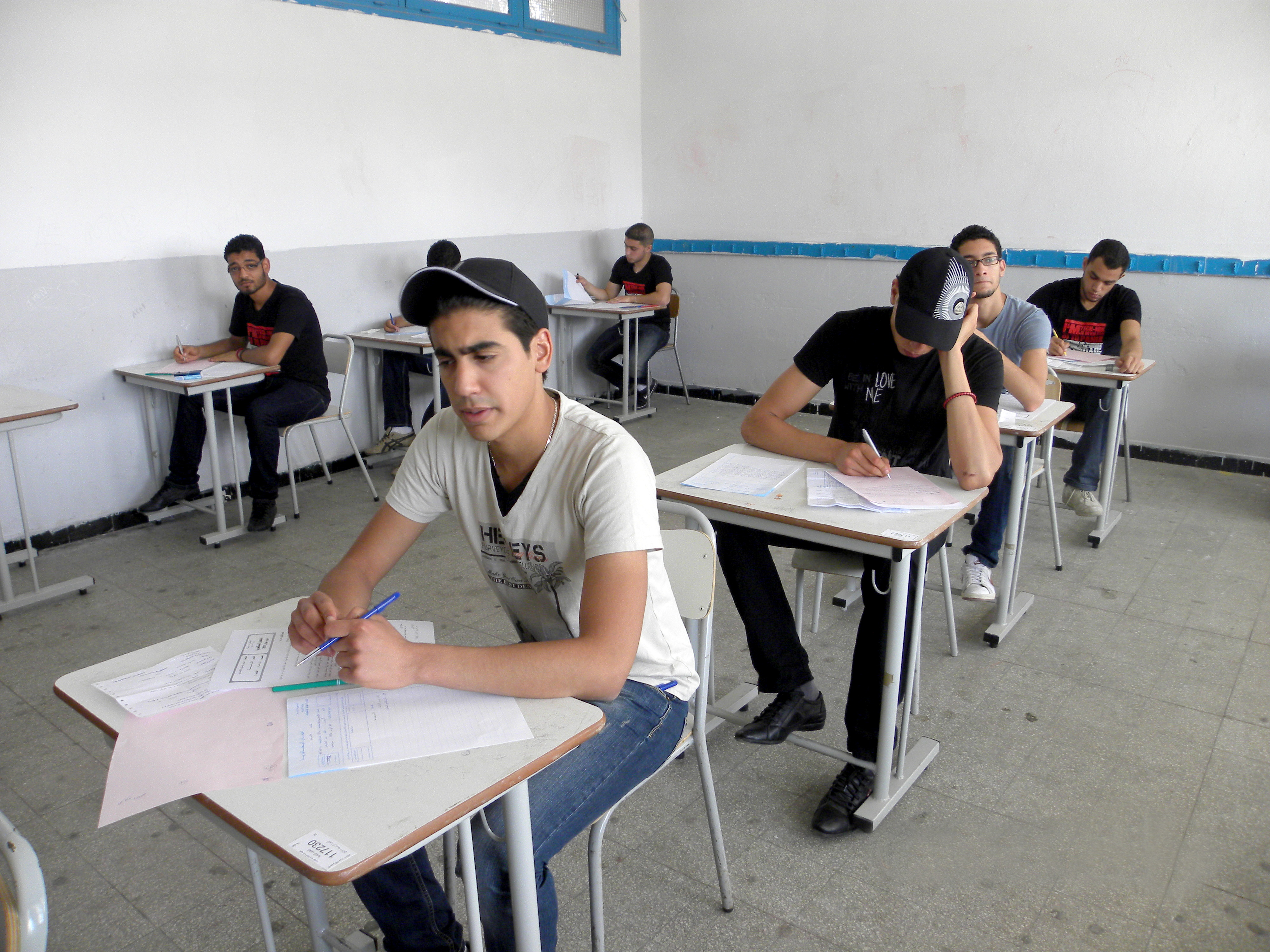
Des candidats passant l'épreuve de philosophie en juin 2011.

Il existe sept sections dans le baccalauréat tunisien, :
- Mathématiques ;
- Sciences expérimentales ;
- Économie et gestion ;
- Sciences techniques ;
- Lettres ;
- Sport ;
- Sciences de l'informatique.

## Taux de réussite
L'examen du baccalauréat étant à la fois un examen de fin d'études secondaires et un examen d'entrée à l'université, les taux de réussite sont nettement inférieurs à ceux de nombreux autres examens nationaux de fin d'études. En moyenne, 60 % des étudiants échouent au baccalauréat chaque année.
En 2010, Asma Souid du lycée pilote de l'Ariana obtient une note de 20/20 sur l'ensemble de l'épreuve du baccalauréat de sciences expérimentales, ce qui constitue alors un record national. Cette session est celle de tous les records car le taux de réussite dépasse 50 % pour la session principale seulement, le plus élevé depuis 2002 ; ce record est confirmé lors de la session principale de 2011, avec un taux de 52,33 %.
En 2018, le taux de réussite à la session principale est de 30,09 %.
En 2020, Ahmed Kallala du lycée pilote de Monastir obtient une note de 20,15/20 sur l'ensemble de l'épreuve du baccalauréat de mathématiques, ce qui constitue un nouveau record national.

## Équivalence
Quoique le baccalauréat tunisien soit reconnu dans certains pays développés jusqu'aux années 1970, il perd de sa réputation et de sa valeur ; c'est pourquoi certains pays exigent désormais des diplômes, des attestations d'équivalence, des tests, des degrés, des grades, des examens à l'échelle internationale pour que les élèves accèdent aux universités à l'étranger. Néanmoins, les élèves peuvent accéder grâce à ce diplôme à la plupart des grandes écoles en France et au Québec.
Ceci s'accroît en 2002, avec l'application d'un décret incluant la moyenne annuelle de l'année du baccalauréat dans la moyenne de l'épreuve. Ainsi, 25 % de la moyenne de l'épreuve dépend de la moyenne annuelle de l'élève. Cette application est annulée en 2014.